# La Dame des émirats
 (janvier 2017).
Si vous disposez d'ouvrages ou d'articles de référence ou si vous connaissez des sites web de qualité traitant du thème abordé ici, merci de compléter l'article en donnant les références utiles à sa vérifiabilité et en les liant à la section « Notes et références ».
La Dame des émirats est un roman de Jacqueline Mirande publié en 1980.

## Résumé
À Paris, Antonia, 22 ans, est renvoyée et Frédérique l'héberge. Éric, jeune oncle de Fred, architecte, la prend comme secrétaire et l'emmène au Qatar.
Quand ils arrivent, Fred y est invitée par Andreï, jeune PDG français d'une entreprise pétrolière. Le soir, Helen, « la dame des émirats », vient chercher Éric. Andreï donne à Antonia des photos de sa grand-mère hongroise et lui demande de photocopier un plan d'Éric, mais il lui est volé dans sa chambre et elle disparait. Andreï est tué. François, jeune commandant d'un pétrolier, rencontré dans l'avion, retrouve Antonia sur le yacht du cheik, lui dit qu'Andreï est mort et la ramène.
Le cheik fait un coup d'État et devient émir. Éric s'éprend d'Antonia.